# Bargen, Schaffhausen
Bargen är en ort och kommun i kantonen Schaffhausen, Schweiz. Kommunen hade 331 invånare (2023).
Bargen är Schweiz nordligaste kommun.